# Josep Estelrich Costa
Josep Estelrich Costa (Sant Joan 5 d'octubre de 1922 - Sant Joan, 31 d'octubre de 2015) fou un sacerdot, historiador i excursionista mallorquí. Fou prevere de la diòcesi de Mallorca i un dels membres fundadors del Col·lectiu Teranyines, que publica les Monografies Santjoaneres. El 2003 va rebre un dels Premis 31 de desembre.
El 2008 rebé el Premi Jaume II a una tasca intensa en el terreny de la investigació i la divulgació en l'àmbit de la història i la cultura popular, particularment en tot allò que afecta la figura, l'obra i el patrimoni del Pare Rafel Ginard i Bauçà.

## Obres
- Catàleg de l'arxiu parroquial de Sant Joan (1990)
- La parròquia de Sant Joan (1900-1993) (1993)
- El pujol de Consolació de Sant Joan (1993)
- Catàleg del museu parroquial de Sant Joan (1993)
- El Convent de Santa Elisabet. Beguins, Terceroles, Jerònimes, 1317-2000 (2002)